# Pouce Coupé River
Pouce Coupé River är ett vattendrag i Kanada.   Det ligger i provinserna Alberta och British Columbia, i den västra delen av landet, 3 300 km väster om huvudstaden Ottawa.
Trakten runt Pouce Coupé River består till största delen av jordbruksmark. Trakten runt Pouce Coupé River är nära nog obefolkad, med mindre än två invånare per kvadratkilometer.